# ГЕС-ГАЕС Пінтадо
ГЕС-ГАЕС Пінтадо (ісп. PINTADO) — гідроелектростанція на півдні Іспанії. Споруджена на річці Віар, правій притоці Гвадалківіру, який впадає у Кадіську затоку Атлантичного океану.
В 1948 році на Віар спорудили гравітаційну греблю висотою 87 метрів, довжиною 356 метрів та товщиною від 9,4 (по гребеню) до 76,4 метра, на спорудження якої пішло 354 тис. м3 матеріалу. Вона утримує водосховище площею поверхні 11,5 км2 та об'ємом 213 млн м3. Водойма виконує функцію іригації, живлячи канал довжиною 85 км. Крім того, сховище забезпечує водопостачання та роботу гідроелектростанції, введеної в експлуатацію у 1951 році.
Машинний зал ГЕС розташований майже за 6 км від водосховища (та за 7,5 км від греблі), на лівому березі Віар. У 1965 році біля нього річку перекрили ще однією, значно меншою, греблею Пінтадо Контраембальсе. Ця гравітаційна споруда висотою 21 метр та довжиною 99 метрів, що потребувала 13 тис. м3 матеріалу, утримує водойму площею поверхні 0,014 км2 та об'ємом 0,75 млн м3, яка дозволяє станції працювати в режимі гідроакумуляції.
Основне обладнання ГЕС становлять три гідроагрегати загальною потужністю 33,2 МВт, що в сукупності забезпечують виробництво 51 млн кВт-год електроенергії на рік. Крім того, станція має потужність 14 МВт у насосному режимі.
Зв'язок з енергосистемою відбувається по ЛЕП, що працює під напругою 132 кВ.